# Stewart Granger
Pour les articles homonymes, voir James Stewart (homonymie), Stewart et Granger.
 (janvier 2014).
Si vous disposez d'ouvrages ou d'articles de référence ou si vous connaissez des sites web de qualité traitant du thème abordé ici, merci de compléter l'article en donnant les références utiles à sa vérifiabilité et en les liant à la section « Notes et références ».
Stewart Granger, né James Lablache Stewart, est un acteur britannique naturalisé américain, né le 6 mai 1913 à Londres en Angleterre et mort le 16 août 1993 à Santa Monica en Californie.
Il a été un des plus grands séducteurs de l’écran, partenaire notamment d'Edwige Feuillère, Rita Hayworth, Ava Gardner, Janet Leigh, Elizabeth Taylor, Grace Kelly, Debra Paget. Héros privilégié des films d'aventures de la MGM, il a été dirigé par George Cukor, Richard Brooks, Richard Thorpe, George Sidney et Fritz Lang.

## Biographie

### Jeunesse et formation
Né James Lablache Stewart  le 6 mai 1913 à Londres en Angleterre, il adopte le nom de scène Stewart Granger en 1938 afin de ne pas être confondu avec l'acteur vedette James Stewart. Il est l'arrière-arrière-petit-fils du chanteur d'opéra Luigi Lablache, l'arrière petit-fils de Frederick Lablache et le petit-fils de l'acteur Luigi Frédéric Lablache.
Il fait ses études au collège d'Epsom et se destine à la médecine[réf. nécessaire]. Il s’inscrit plus tard à l'académie d'art dramatique Douglas Webber à Londres. Il débute au théâtre Old Vic[réf. nécessaire], et apparaît au cinéma dans de petits rôles dès 1933.

### Carrière

#### Début à Londres
Sous le nom de Stewart Granger, il se fait connaître en jouant sur les scènes londoniennes avec Vivien Leigh en 1937. Démobilisé après deux ans de guerre à la suite d’une blessure[réf. nécessaire], il fait sa rentrée au théâtre en 1943 dans Gaslight avec Deborah Kerr tout en devenant l’un des jeunes premiers les plus en vue du cinéma britannique de l’époque avec son ami James Mason. Ils joueront d’ailleurs ensemble dans plusieurs films tels que Service secret (Secret Mission) de Harold French (1942), L'Homme en gris (The Man in grey) de Leslie Arliss (1943) et L'Homme fatal (Fanny by gaslight) d'Anthony Asquith (1944)), dans lesquels ils sont souvent rivaux.
Ils deviennent même interchangeables, l'un joue un rôle conçu pour l'autre et inversement : c'est ainsi que l’acteur incarne le violoniste Niccolò Paganini dans L'Archet magique (The Magic Bow, 1946) prévu pour James Mason[réf. nécessaire].
En 1949, lorsque James Mason est sollicité par Hollywood, il reste le plus grand séducteur du cinéma anglais : un personnage romantique qu'il tempère toutefois par un naturel désabusé[réf. nécessaire].

#### La star est née à Hollywood
En 1950, Hollywood lui fait à son tour une offre mirifique : la Metro-Goldwyn-Mayer le paie un million de dollars pour un contrat de sept ans d'exclusivité. La gloire internationale va consacrer sa carrière. De 1950 à 1957, c'est sa grande période de triomphe : il devient une star grâce à plusieurs grands succès[réf. nécessaire].
Cette même année, il joue à nouveau avec Deborah Kerr, dans Les Mines du roi Salomon (King Solomon's mines) de Compton Bennett (1950). Ce film donne lieu à des rumeurs selon lesquelles lui et Deborah Kerr auraient eu une relation extra-conjugale[réf. nécessaire].

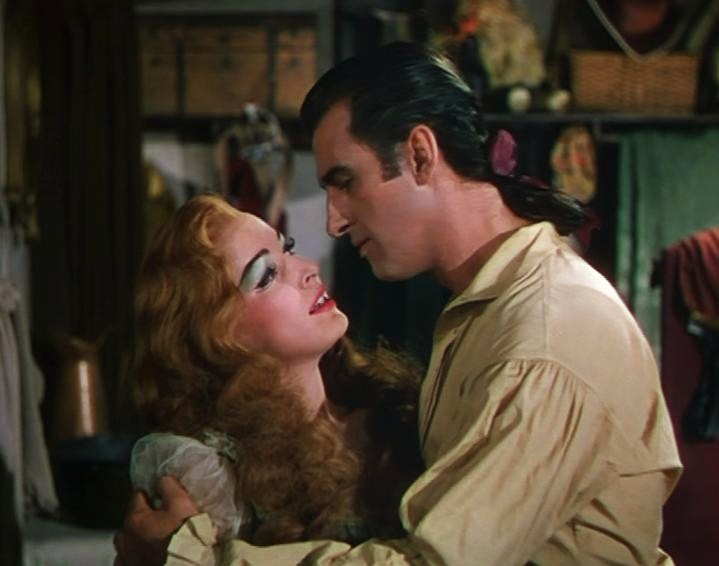
Eleanor Parker et Stewart Granger dans Scaramouche.

Il est l'explorateur, en 1952, dans Au pays de la peur (The Wild North) d’Andrew Marton avec Cyd Charisse, puis le héros de Scaramouche de George Sidney (1952) avec Janet Leigh et Eleanor Parker et du Prisonnier de Zenda (The Prisoner of Zenda) (1952) avec à nouveau Deborah Kerr dans lequel il affronte son vieux complice James Mason, il a pour partenaire Grace Kelly dans L'Émeraude tragique (Green Fire) d’Andrew Marton et Rita Hayworth dans le péplum Salomé (Salome) de William Dieterle. Sa distinction aristocratique le désigne pour incarner le dandy célèbre du Beau Brummel  (Beau Brummell) de Curtis Bernhardt avec Elizabeth Taylor (1954).
Les cinéastes se le disputent[réf. nécessaire], Fritz Lang travaillera avec lui sur Les Contrebandiers de Moonfleet (Moonfleet, 1955) avec sa compatriote Joan Greenwood, George Cukor sur La Croisée des destins (Bhowani Junction, 1955) avec Ava Gardner ainsi que Richard Brooks avec La Dernière Chasse (The Last Hunt, 1956) avec Robert Taylor et Debra Paget.

#### La fin aux États-Unis
Cependant le comédien a mauvaise réputation à cause de son caractère irritable, difficile et capricieux[réf. nécessaire]. En 1956, le Daily Mirror le définit comme « l'acteur anglais le plus impopulaire d'Hollywood »[réf. nécessaire]. Petit à petit, cette notoriété va lui causer des problèmes pour sa carrière[réf. nécessaire]. Elle sera exploitée par le producteur Darryl Zanuck que l’acteur avait boxé parce que celui-ci voulait coucher avec son épouse Jean Simmons[réf. nécessaire]. Cette anecdote a été racontée par lui-même et le producteur lui a dit qu'il allait briser sa carrière. Il l'a fait : sa carrière américaine est finie[réf. nécessaire] après 1957.
Son contrat avec la Metro-Goldwyn-Mayer se termine par deux films médiocres et insignifiants en 1958[réf. nécessaire][Lesquels ?]. Depuis 1956, il est naturalisé américain, mais il décide de rentrer dans son pays natal en 1959 pour y apparaître dans une série de petits films qui ne sont en rien comparables à ceux qui firent sa gloire[réf. nécessaire].

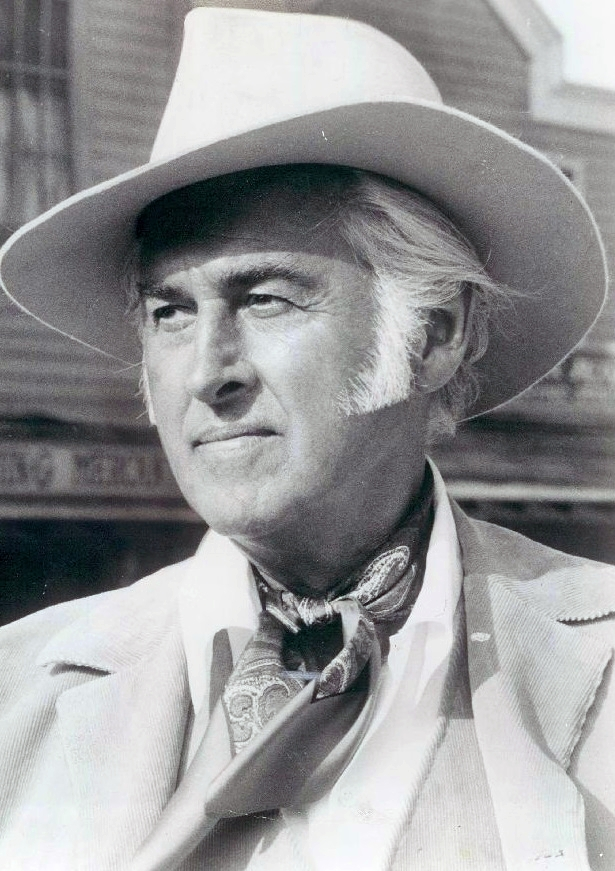
Stewart Granger en 1970.

Le comédien accepte de tourner dans des petites coproductions européennes qui achèvent de ternir sa réputation[réf. nécessaire]. Il retrouve néanmoins un regain de popularité aux États-Unis au début des années 1970[réf. nécessaire] en étant le héros d'un feuilleton télévisé, Le Virginien.
L'acteur a toujours avoué sa préférence pour le théâtre[réf. nécessaire]. En ce qui concerne sa carrière cinématographique, il est fort sévère : « J'ai joué dans une quantité de films », confiait-il en 1970 dans une interview à un grand hebdomadaire américain, « certains exécrables, d'autres supportables. Mais je n'ai jamais fait un film dont je sois fier… »[réf. nécessaire].

### Vie privée
Stewart Granger a été marié trois fois et a eu des liaisons avec Deborah Kerr et Hedy Lamarr durant son premier mariage[réf. nécessaire]. Lamarr qualifie Granger d'« un des hommes les plus adorables du monde ».
En 1938, il  se marie avec Elspeth March (en), dont il divorce en 1948 et avec qui il a deux enfants, Jamie et Lindsey.
Le 20 décembre 1950, il se remarie avec l'actrice Jean Simmons, qui est aussi sa partenaire à l'écran ; ils ont une fille Tracy, le couple divorce le 12 août 1960 ; ils ont un enfant.
En 1964, il se marie, une dernière fois, avec l'actrice belge Caroline LeCerf. Divorcés en 1969, ils ont une fille, Samantha, née en 1966.

### Mort
Stewart Granger est mort le 16 août 1993 d'un cancer de la prostate et des os à Santa Monica en Californie. Après sa crémation, ses cendres ont été remises à sa famille.

## Filmographie

### Années 1930
- 1933 : The Song You Gave Me de Paul L. Stein : un serveur (non crédité au générique)
- 1933 : La Fille du sud (A Southern Maid) de Harry Hughes : figurant (non crédité au générique)
- 1934 : Give Her a Ring d'Arthur B. Woods : un convive (non crédité au générique)
- 1934 : Toujours vingt ans (Evergreen) de Victor Saville : un membre du public (non crédité au générique)
- 1934 : Over the Garden Wall de John Daumery : figurant (non crédité au générique)
- 1934 : I Spy d'Allan Dwan : figurant (non crédité au générique)
- 1937 : Mademoiselle Docteur (Under Secret Orders) d'Edmond T. Gréville : figurant (non crédité au générique)
- 1939 : So This Is London de Thornton Freeland : Laurence

### Années 1940
- 1940 : Convoy de Pen Tennyson : Sutton (non crédité au générique)
- 1942 : Service secret (Secret Mission) de Harold French : le sous-lieutenant Jackson
- 1943 : Thursday's Child de Rodney Ackland (en) : David Penley
- 1943 : L'Homme en gris (The Man in Grey) de Leslie Arliss : Rokeby
- 1943 : Combat éternel (The Lamp Still Burns) de Maurice Elvey : Laurence Rains
- 1944 : L'Homme fatal (Fanny by Gaslight) d'Anthony Asquith : Harry Somerford
- 1944 : Love Story de Leslie Arliss : Kit Firth
- 1945 : La Madone aux deux visages (Madonna of the Seven Moons) d'Arthur Crabtree : Nino Barucci
- 1945 : Un Soir de rixe (Waterloo Road) de Sidney Gilliat : Ted Purvis
- 1945 : César et Cléopâtre (Caesar and Cleopatra) de Gabriel Pascal : Appolodore
- 1946 : Caravane (Caravan) d'Arthur Crabtree : Richard Darrell
- 1946 : L'Archet magique (The Magic Bow) de Bernard Knowles : Niccolò Paganini
- 1947 : Captain Boycott de Frank Launder : Hugh Davin
- 1948 : Jusqu'à ce que mort s'ensuive (Blanche Fury) de Marc Allégret : Philip Thorn
- 1948 : Sarabande (Saraband for Dead Lovers) de Basil Dearden : Philippe-Christophe de Kœnigsmark
- 1948 : Les Ennemis amoureux (Woman Hater) de Terence Young : Lord Terence Datchett
- 1949 : Adam et Évelyne (Adam and Evelyne) de Harold French : Adam Black

### Années 1950
- 1950 : Les Mines du roi Salomon (King's Solomon's Mines) de Compton Bennett et Andrew Marton : Allan Quatermain
- 1951 : Trois Troupiers (Soldiers Three) de Tay Garnett : le soldat Archibald Ackroyd
- 1951 : Miracle à Tunis (The Light Touch) de Richard Brooks : Sam Conride
- 1952 : Au pays de la peur (The Wild North) d'Andrew Marton : le trappeur Jules Vincent
- 1952 : Scaramouche de George Sidney : André Moreau/Scaramouche
- 1952 : Le Prisonnier de Zenda (The Prisoner of Zenda) de Richard Thorpe : Rodolphe Rassendyll / le roi Rodolphe V
- 1953 : Salomé (Salome) de William Dieterle : le commandant Claudius
- 1953 : La Reine vierge (Young Bess) de George Sidney : Thomas Seymour
- 1953 : La Perle noire (all the Brothers Were Valiant) de Richard Thorpe : Mark Shore
- 1954 : Le Beau Brummel (Beau Brummel) de Curtis Bernhardt : George Brummell
- 1954 : L'Émeraude tragique (Green Fire) d'Andrew Marton : le professeur René Mitrell (Rian X. Mitchell dans la version originale)
- 1955 : Les Contrebandiers de Moonfleet (Moonfleet) de Fritz Lang : Jeremy Fox
- 1955 : Des pas dans le brouillard (Footsteps in the Fog) d'Arthur Lubin : Stephen Lowry
- 1956 : La Dernière Chasse (The Last Hunt) de Richard Brooks : Sandy McKenzie
- 1956 : La Croisée des destins (Bhowani Junction) de George Cukor : le colonel Rodney Savage
- 1957 : La Petite hutte (The Little Hut) de Mark Robson : Sir Philip Ashlow
- 1957 : Terreur dans la vallée (Gun Glory) de Roy Rowland : Tom Early
- 1958 : Harry Black et le tigre (Harry Black) de Hugo Fregonese : Harry Black
- 1958 : Le Crime était signé (The Whole Truth) de John Guillermin : Max Poulton

### Années 1960
- 1960 : Le Grand Sam (North to Alaska) de Henry Hathaway : George Pratt
- 1961 : Scotland Yard contre X (The Secret Partner) de Basil Dearden : John Brent / John Wilson
- 1962 : Sodome et Gomorrhe (Sodoma e Gomorra) de Robert Aldrich : Loth
- 1962 : Héros sans retour (Marcia o crepa) de Frank Wisbar : le capitaine Leblanc
- 1962 : Le Mercenaire (La Congiura dei dieci) d'Étienne Périer : Thomas Stanswood
- 1963 : Le Jour le plus court (Il giorno più corto) de Sergio Corbucci : un avocat (caméo)
- 1964 : L'Invasion secrète (The Secret Invasion) de Roger Corman : le major Richard Mace
- 1964 : Parmi les vautours (Unter Geiern) d'Alfred Vohrer : Old Surehand
- 1965 : The Crooked Road de Don Chaffey : le duc d'Orgagna
- 1965 : Mission à Hong Kong (Das Geheimnis der drei Dschunken) d'Ernst Hofbauer : Michael Scott
- 1965 : Old Surehand (Old Surehand 1. Teil) d'Alfred Vohrer : Old Surehand
- 1965 : L'Appât de l'or noir (Der Ölprinz) de Harald Philipp : Old Surehand
- 1966 : Le Carnaval des barbouzes (Gern hab' ich die Frauen gekillt) d'Alberto Cardone, Louis Soulanes, Sheldon Reynolds et Robert Lynn : David Porter (segment de Vienne)
- 1966 : Guet-apens à Téhéran (Das Geheimnis der gelben Mönche) de Manfred R. Köhler : James Vine
- 1966 : Un certain Monsieur Bingo (Requiem per un agente segreto) de Sergio Sollima : Jimmy Merrill
- 1966 : Le Signe du trigone (The Trygon Factor) de Cyril Frankel : le chef-inspecteur Cooper-Smith
- 1967 : Le Dernier Safari (The Last Safari) de Henry Hathaway : Miles Gilchrist
- 1969 : Any Second Now (téléfilm) de Gene Levitt : Paul Dennison

### Années 1970
- 1970-1971 : Le Virginien (série télévisée)) Saison 9 les 24 épisodes : Colonel Alan MacKenzie
- 1972 : Le Chien des Baskerville (The Hound of the Baskervilles) (téléfilm) de Barry Crane : Sherlock Holmes
- 1978 : Les Oies sauvages (The Wild Geese) d'Andrew V. McLaglen : Sir Edward Matherson

### Années 1980
- 1982 : The Royal Romance of Charles and Diana de Peter Levin (téléfilm) : Philip Mountbatten
- 1987 : Les Hasards de l'amour (A Hazard of Hearts) de John Hough (téléfilm) : le vieux Lord Vulcan, père de Justin
- 1987 : Hell Hunters d'Ernst Ritter von Theumer : Martin Hoffmann
- 1989 : Chameleons de Glen A. Larson (Téléfilm) : Jason Carr
- 1989 : Oro fino de José Antonio de la Loma : Don Miguel

## Voix françaises
| - Gabriel Cattand dans : - Trois Troupiers - Miracle à Tunis - Au pays de la peur - La Perle noire - Le Beau Brummel - L'Émeraude tragique - Les Contrebandiers de Moonfleet - Des pas dans le brouillard - La Croisée des destins - La Petite Hutte - Terreur dans la vallée - Les Oies sauvages - Hôtel (série télévisée) - Roland Ménard dans : - Scaramouche - Le Prisonnier de Zenda - La Reine vierge - La Dernière Chasse - Scotland Yard contre X - Arabesque (série télévisée) | - Raymond Loyer dans : - Les Mines du roi Salomon - Le Carnaval des barbouzes - Jacques Berthier dans : - Le Crime était signé - L'Invasion secrète - Marc Cassot dans : - Le Grand Sam - La croisière s'amuse (série télévisée) - Michel Gudin dans : - Parmi les vautours - L'Appât de l'or noir et aussi : - Jean Martinelli dans Jusqu'à ce que mort s'ensuive - Jean Davy dans Salomé - René Arrieu dans Sodome et Gomorrhe - Michel Piccoli dans Le Mercenaire - Jean-Claude Michel dans La Planque - Jean-Pierre Duclos dans Le Dernier Safari - Bernard Dhéran dans Le Chien des Baskerville (téléfilm - Doublage tardif) |

## Autobiographie
- (en) Stewart Granger, Sparks fly upward, Granada (Londres), 1981, 416 p. (ISBN 0-586-05599-1)